# Nazionale di atletica leggera dell'Eritrea
La nazionale di atletica leggera dell'Eritrea è la rappresentativa dell'Eritrea nelle competizioni internazionali di atletica leggera riservate alle selezioni nazionali.

## Bilancio nelle competizioni internazionali
La nazionale eritrea di atletica leggera vanta 6 partecipazioni ai Giochi olimpici estivi su 29 edizioni disputate. L'unica medaglia olimpica conquistata da un atleta eritreo è il bronzo vinto da Zersenay Tadese nei 10000 metri piani ad Atene 2004.
Anche ai Mondiali l'Eritrea può vantare 2 medaglie, un argento vinto a Berlino 2009 dallo stesso Zersenay Tadese nei 10000 m e un oro conquistato da Ghirmay Ghebreslassie a Pechino 2015 nella maratona.
In altre manifestazioni internazionali, quali i Campionati del mondo di corsa campestre ed i Campionati del mondo di mezza maratona, la nazionale eritrea ha invece collezionato diversi titoli e svariate medaglie.